# 빌헬름 빈델반트

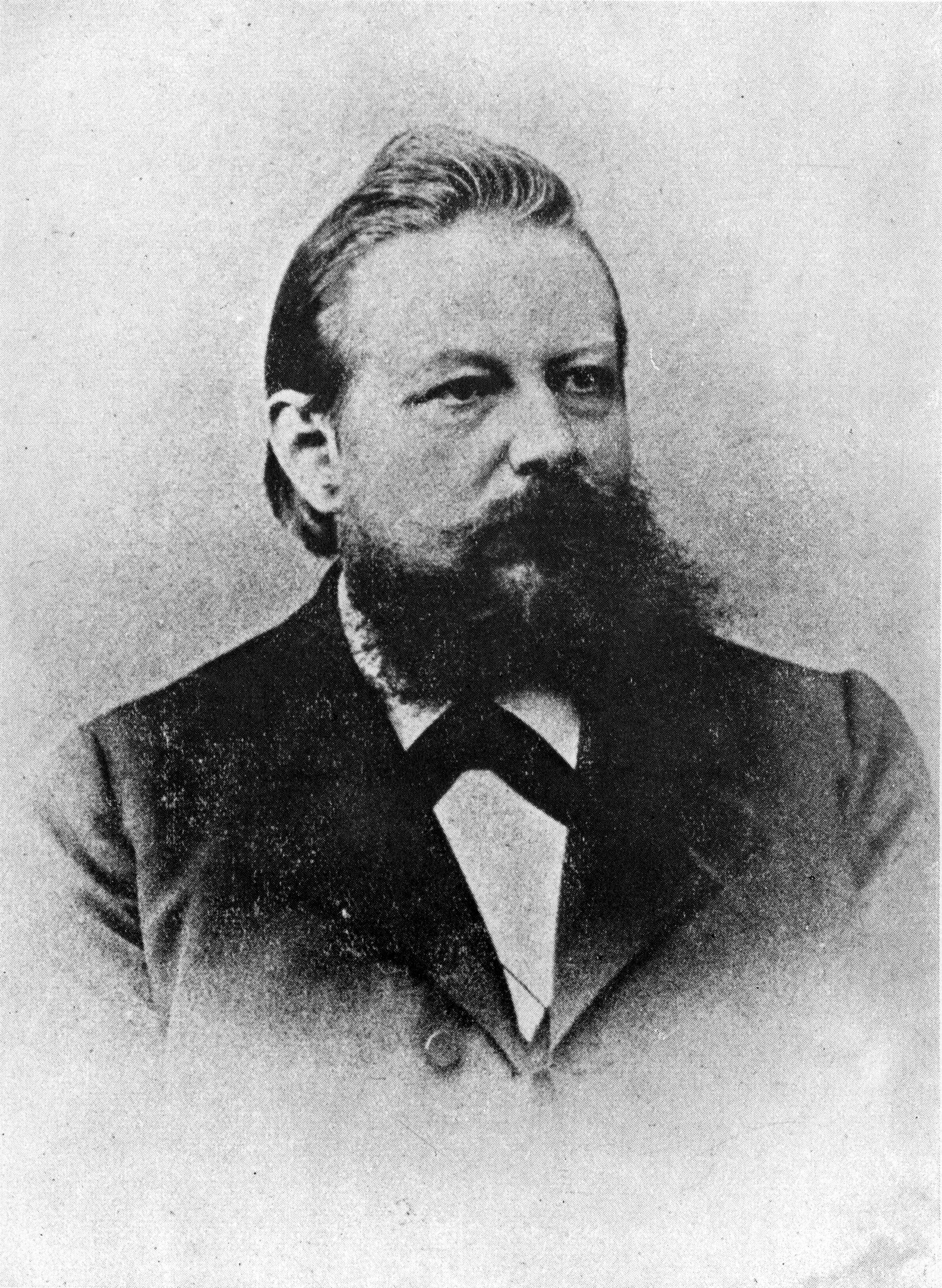

빌헬름 빈델반트(독일어: Wilhelm Windelband, 1848년 5월 11일 - 1915년 10월 22일) 독일 포츠담에서 태어난 철학자다. 철학의 역사를 비로소 학문으로 연구한 철학사가로 이름이 높았다. 칸트의 관념론에서 시작된 비판적 가치 철학을 연구하여, 그것이 여러 학문의 기본이 되는 것이라 주장하였다. 또한 여러 학문을 자연 과학과 역사 과학으로 나누었으며, 이것은 리케르트에 의하여 문화 철학으로 발전되었다.

## 저서
- 《철학 개론》
- 《근세 철학사》